# Ветров, Владимир Ипполитович
Владимир Ипполитович Ветров (10 октября 1932, Москва — 23 января 1985, Москва) — подполковник Первого главного управления КГБ СССР (ПГУ), завербованный французской контрразведкой DST.
В. П. Ветров передал французской контрразведке чрезвычайно важную информацию о советской программе по похищению западных технологий и списки лиц занимавшихся этой работой.

## Шпионская деятельность
Впервые Ветров посетил Францию в 1965 году для работы по «Линии Т» (научно-техническая разведка) под «прикрытием» как инженер советского торгового представительства. Он установил контакт с Жаком Прево, ответственным работником фирмы «Thomson-CSF», изготавливавшей электронное оборудование, в том числе военного назначения, и попросил его оказать небольшую услугу — рассказать о новых технических разработках для возможных закупок.
Однако Прево сотрудничал с французской контрразведкой DST, и объектом вербовочного изучения стал сам Ветров. Затем представился подходящий случай, когда изрядно выпив, Ветров разбил служебную автомашину. Желая избежать неприятных разбирательств в посольстве, он явился к своему приятелю и просил помочь с ремонтом машины. Французский друг не отказал, но немедленно уведомил контрразведку, что теперь у Ветрова есть что скрывать от начальства. Использовать ситуацию в своих целях контрразведка не успела — у Ветрова подошла к концу командировка.
В 1974 году Ветров получил должность в советском торгпредстве в Монреале, однако уже через год был отозван в СССР с выговором по партийной линии.
Он был удалён с оперативной работы, однако оказался на должности с доступом к важной секретной информации — в управлении «Т» ПГУ КГБ, занимавшемся анализом научно-технической информации, поступающей из-за рубежа.
Весной 1981 года он вспомнил о старом французском друге. Письмо с предложением передать секретные сведения, доставленное Жаку Прево из Москвы французом Александром де Полем, с которым Ветров познакомился в московском «Экспоцентре», было передано в DST.
В 1981—1982 годах Ветров, которому DST была присвоена кличка «Farewell», передал французской спецслужбе почти 4 000 секретных документов, включая полный официальный список 250 офицеров Линии X, размещённых под видом дипломатов по всему миру. Осуществлять связь с Ветровым было поручено майору Феррану из французской разведки, обычно встречи происходили на Черёмушкинском рынке и в сквере у Бородинской панорамы.
Среди информации, которую Ветров передал на Запад, была полная схема организации советских усилий в области научно-технической разведки. Ветров сообщал о задачах, достижениях и невыполненных целях этой программы. Ветров также раскрыл имена 70 источников КГБ в 15 западных странах и 450 сотрудников советской разведки, занимавшихся сбором научно-технической информации. Информация, которую он передал, привела к высылке почти 150 советских разведчиков из разных стран Запада. Только из Франции были высланы 47 советских разведчиков.
22 февраля 1982 года Ветров предложил своей любовнице Ольге Ощенко (тоже работавшей в ПГУ) совершить прогулку в окрестностях Москвы, близ деревни Екатериновка (ныне в черте Москвы, Рублёвское шоссе). Во время прогулки между ними произошла ссора на почве того, что Ветров ранее обещал развестись со своей женой Светланой и жениться на Ольге. Кроме того, Ветров опасался, что Ольга догадывается о его шпионской деятельности. Оказавшись в уединённом месте, Ветров попытался убить Ольгу ударом бутылкой только что распитого шампанского по голове. Когда женщина стала сопротивляться, он нанёс ей несколько ударов отвёрткой. На крики Ольги к машине подбежал случайный прохожий, пятидесятилетний Юрий Кривич, оказавшийся заместителем начальника отдела материально-технического снабжения объединения «Мострансгаз». Его Ветров убил ударом ножа в сердце. 3 ноября 1982 года трибунал Московского военного округа признал Ветрова виновным в умышленном убийстве, покушении на умышленное убийство с особой жестокостью и ношении холодного оружия, приговорил к 15 годам колонии строгого режима с лишением воинского звания и наград.
За процессом расследования убийства следили сотрудники КГБ. Вскоре Ветров из опасения, что его начнут разыскивать французские спецслужбы и тем самым его засветят, написал письмо жене с просьбой, чтобы она проинформировала их о произошедшем. Письмо было перехвачено сотрудниками КГБ и наряду с другими уликами, выявленными в процессе внутренней проверки, оно окончательно убедило в причастности Ветрова к шпионажу. В августе 1983 года отправленного отбывать наказание под Иркутск Ветрова перевели в Лефортовскую тюрьму в Москве и обвинили в измене родине в форме шпионажа. 14 декабря 1983 года Военная коллегия Верховного суда СССР под председательством генерал-майора Бушуева приговорила Ветрова к смертной казни. 23 января 1985 года приговор был приведён в исполнение.

## Секретная информация, переданная Ветровым во Францию
Следствием и судом установлено, что за время работы на французскую разведку Ветров передал свыше 4000 документов, имевших гриф «совершенно секретно». Многие документы содержали резолюции председателя КГБ Юрия Андропова, а на некоторых бумагах имелись пометки Генерального секретаря ЦК КПСС Леонида Брежнева. Секретные документы включали полный перечень всех государственных организаций СССР, занимающихся сбором и анализом добытой на Западе научно-технической информации; планы использования этой информации в военно-промышленном комплексе и гражданской сфере, были указаны средства, сэкономленные в результате полученной нелегальным путём западной техники для всех областей промышленности. Ветров передал во Францию список основных агентов, завербованных офицерами советской нелегальной разведки в западных странах, включая одного из наиболее ценных агентов — Алексея Козлова, занимавшегося ядерной программой Южной Африки и задержанного по наводке Ветрова 28 июня 1980 года в ЮАР. В числе секретных документов, переданных во Францию Ветровым, был отчёт на 128 страницах Военно-промышленной комиссии о результатах работы за 1979 год, где отмечалось, что за тот год разведчиками было добыто 196 образцов техники и 3896 документов, а Управление «Т» ПГУ КГБ завершило 557 разведывательных операций из 2 148. 57 образцов и 346 документов были «эффективно использованы в научно-исследовательской деятельности и разработке новых систем оружия и военных материалов, а также в усовершенствовании систем оружия, находящихся на вооружении в настоящее время», говорилось в отчёте. Упоминалось, что советская военно-авиационная промышленность сэкономила около 48,6 миллионов рублей (по тому курсу около 65 млн долларов).
В другом документе ВПК от 19 июня 1981 года сообщалось, что в 1980 году оборонно-промышленный комплекс выдал 3617 заданий по сбору научно-технической информации, 1085 из них были исполнены до конца года. В результате осуществлены 3396 советских исследовательских и конструкторских проектов. И хотя основная часть массива научно-технической информации, как обычно и бывает, была почерпнута из «открытых» западных источников, 90 % разведданных, заслуживших наиболее высокую оценку, были получены благодаря секретным операциям КГБ и ГРУ. Управление «Т» в 1980 году докладывало о получении 5456 «образцов» (техники, узлов и микросхем), из которых 44 % были переданы в оборонную промышленность, 28 % в гражданскую сферу и 28 % в КГБ и прочие организации.

## В массовой культуре
- В сентябре 2009 года в прокат вышел французский фильм «Прощальное дело», основанный на событиях вокруг дела Ветрова[6]. В главной роли — Эмир Кустурица.
- «Провал агента „Прощай“» (документальный сериал «Загадки века с Сергеем Медведевым», телеканал «Звезда», 2023).
- В книге «Chip War» автора «Chris Miller» есть глава «The KGB's Directorate T», в которой описывается история Ветрова.